# Đêm văn hóa
Đêm văn hóa (Noc Kultury ở Ba Lan) là một sự kiện văn hóa được tổ chức hàng năm tại thành phố Lublin, Ba Lan. Trong đêm này, mọi người được phép tham dự, đến tận đêm khuya, các vở kịch, các buổi hòa nhạc cổ điển, phổ biến, phúc âm và dân gian, triển lãm, chiếu phim được diễn ra trên đường phố, hoàn toàn miễn phí. Du khách được phép tham gia vào bất kỳ tổ chức văn hóa nào trong thành phố như tầng hầm dưới lòng đất hoặc tháp nhà thờ. Cả đêm người ta có thể tiệc tùng trong các câu lạc bộ từ khắp nơi trong thành phố.

## Lịch sử
Leszek Hadrian, người đứng đầu Nhà hát âm nhạc ở Lublin là người đầu tiên nảy ra ý tưởng về Đêm văn hóa. Ông tuyên bố đó là một "cuộc biểu tình của văn hóa". Ngoài ra, Đêm văn hóa là cơ hội và giúp đỡ đồng thời cho Lublin trong việc đạt danh hiệu Thủ đô văn hóa châu Âu vào năm 2016. Đến nay, nhiều trung tâm nghệ thuật và cộng đồng trong thành phố đã tham gia Đêm văn hóa. Đêm văn hóa không nên nhầm lẫn với Đêm dài của các bảo tàng. Đêm bảo tàng là một sự kiện riêng biệt diễn ra ở nhiều thành phố khác nhau ở Ba Lan, trong khi Đêm văn hóa là duy nhất và chỉ diễn ra ở Lublin. Cả hai sự kiện được tổ chức vào các ngày khác nhau.
- Đêm văn hóa đầu tiên diễn ra vào năm 2007, 70 tổ chức đã tham gia và tổ chức 80 sự kiện.
- Mùa giải thứ hai có uy tín hơn nhiều và có sự tham gia của 100 tổ chức và bao gồm 150 sự kiện
- Mùa giải thứ ba vào tháng 6 năm 2009 được tổ chức với tên là Đàn ông trong thành phố - Thành phố trong đàn ông. Các sự kiện diễn ra trên các đường phố tạo ra hình bóng của một người đàn ông từ góc nhìn của một con chim. 100 tổ chức đã tham gia và 250 sự kiện đã được tổ chức.

Tất cả các mùa giải được tài trợ bởi hội đồng thị trấn và phiên bản đầu tiên được tài trợ thêm bởi Bộ trưởng Bộ Văn hóa và Di sản Quốc gia, người đã quyên góp một khoản tiền 25000 zloty.

## Giải thưởng
- Giải thưởng lớn về văn hóa (do Gazeta Wyborcza tổ chức) vào năm 2007 cho sự kiện văn hóa tốt nhất trong năm
- Vị trí thứ VI trong plebiscite được tổ chức bởi Media of Lublin vào năm 2008
- Vị trí thứ III trong cuộc thi cho sản phẩm du lịch tốt nhất năm 2009

## Sự kiện
- Mỗi đồng xu đầu tư vào văn hóa sẽ thu lại ba lần, góp phần cải thiện chất lượng cuộc sống. Lĩnh vực văn hóa tạo ra các vị trí tuyển dụng mới, tăng vốn trí tuệ và tạo ra tiềm năng sáng tạo của xã hội. Mọi người không nên chấp nhận rằng việc cắt giảm ngân sách cao nhất sẽ được thực thi về văn hóa và giáo dục.
- Trong năm 2010, chính phủ chỉ cam kết 0,36% ngân sách quốc gia cho văn hóa phù hợp với lỗi ký quỹ thống kê. Những chi phí đó sẽ giảm hàng năm, mặc dù ngành công nghiệp văn hóa đóng góp rất lớn vào ngân sách quốc gia và vượt quá 0,36% vốn đầu tư, nhiều lần. Những gia tăng đóng góp 1% trong cộng đồng châu Âu bắt buộc phải có trong những ngày này